# Греко-римская борьба на летних Олимпийских играх 1936 — до 72 кг
Соревнования по греко-римской борьбе в рамках Олимпийских игр 1936 года в полусреднем весе (до 72 килограммов) прошли в Берлине с 6 по 9 августа 1936 года в «Германском Зале». 
Турнир проводился по системе с начислением штрафных баллов. За чистую победу штрафные баллы не начислялись, за победу по очкам борец получал один штрафной балл, за поражение по очкам со счётом 2-1 два штрафных балла, за поражение со счётом 3-0 или чистое поражение — три штрафных балла. Борец, набравший пять штрафных баллов, из турнира выбывал. Тот круг, в котором число оставшихся борцов становилось меньше или равно количеству призовых мест, объявлялся финальным, и борцы, вышедшие в финал, проводили встречи между собой. В случае, если они уже встречались в предварительных встречах, такие результаты зачитывались. Схватка по регламенту турнира продолжалась 20 минут.
В полусреднем весе боролись 14 участников. Явными фаворитами были чемпион Европы 1935 года Рудольф Сведберг и его постоянный конкурент, вице-чемпион Европы 1935 года Фриц Шефер. Они и вышли в финал, где Сведберг с трудом, но смог одержать победу со счётом 2-1. Третье место занял Эйно Виртанен

## Призовые места
- Рудольф Сведберг
- Фриц Шефер
- Эйно Виртанен

## Первый круг
| Штрафных баллов | Участник 1       | Результат    | Участник 2         | Штрафных баллов |
| --------------- | ---------------- | ------------ | ------------------ | --------------- |
| 0               | Сильвио Тоцци    | Туше (16:29) | Димитриос Захариас | 3               |
| 1               | Карел Звонарь    | 3-0          | Нуреттин Байторун  | 3               |
| 0               | Адольф Ридер     | Туше (0:45)  | Максим Люба        | 3               |
| 0               | Рудольф Сведберг | Туше (14:41) | Антун Фишер        | 3               |
| 1               | Фриц Шефер       | 3-0          | Эдгар Пуусепп      | 3               |
| 0               | Жан де Фо        | Туше (9:42)  | Франц Хаметнер     | 3               |
| 0               | Эйно Виртанен    | Туше (9:02)  | Дюла Винсе         | 3               |

## Второй круг
| Штрафных баллов | Участник 1        | Результат    | Участник 2         | Штрафных баллов |
| --------------- | ----------------- | ------------ | ------------------ | --------------- |
| 4               | Нуреттин Байторун | 3-0          | Димитриос Захариас | 6               |
| 1               | Сильвио Тоцци     | Туше (5:05)  | Карел Звонарь      | 4               |
| 0               | Рудольф Сведберг  | Туше (5:05)  | Максим Люба        | 6               |
| 4               | Антун Фишер       | 3-0          | Адольф Ридер       | 3               |
| 1               | Фриц Шефер        | Туше (3:49)  | Жан де Фо          | 3               |
| 3               | Эдгар Пуусепп     | Туше (13:40) | Дюла Винсе         | 6               |
| 0               | Эйно Виртанен     | Неявка       | Франц Хаметнер     | 6               |

## Третий круг
| Штрафных баллов | Участник 1        | Результат    | Участник 2    | Штрафных баллов |
| --------------- | ----------------- | ------------ | ------------- | --------------- |
| 0               | Эйно Виртанен     | Туше (15:03) | Сильвио Тоцци | 4               |
| 4               | Нуреттин Байторун | Туше (10:00) | Адольф Ридер  | 6               |
| 0               | Рудольф Сведберг  | Туше (14:19) | Карел Звонарь | 7               |
| 1               | Фриц Шефер        | Туше (14:58) | Антун Фишер   | 7               |
| 3               | Эдгар Пуусепп     | Туше (6:58)  | Жан де Фо     | 6               |

## Четвёртый круг
| Штрафных баллов | Участник 1       | Результат   | Участник 2        | Штрафных баллов |
| --------------- | ---------------- | ----------- | ----------------- | --------------- |
| 1               | Эйно Виртанен    | 3-0         | Нуреттин Байторун | 7               |
| 1               | Фриц Шефер       | Туше (4:46) | Сильвио Тоцци     | 7               |
| 1               | Рудольф Сведберг | 3-0         | Эдгар Пуусепп     | 6               |

## Пятый круг
| Штрафных баллов | Участник 1       | Результат | Участник 2    | Штрафных баллов |
| --------------- | ---------------- | --------- | ------------- | --------------- |
| 2               | Рудольф Сведберг | 3-0       | Эйно Виртанен | 4               |
| 1               | Фриц Шефер       | Пропускал |               |                 |

## Шестой круг
| Штрафных баллов | Участник 1       | Результат   | Участник 2    | Штрафных баллов |
| --------------- | ---------------- | ----------- | ------------- | --------------- |
| 1               | Фриц Шефер       | Туше (1:53) | Эйно Виртанен | 7               |
| 2               | Рудольф Сведберг | Пропускал   |               |                 |

## Финал
| Штрафных баллов | Участник 1       | Результат | Участник 2 | Штрафных баллов |
| --------------- | ---------------- | --------- | ---------- | --------------- |
|                 | Рудольф Сведберг | 2-1       | Фриц Шефер |                 |